# Phaeohelotium lilacinum
Phaeohelotium lilacinum är en svampart som först beskrevs av Giacopo Bresàdola, och fick sitt nu gällande namn av Dennis 1968. Phaeohelotium lilacinum ingår i släktet Phaeohelotium och familjen Helotiaceae.   Inga underarter finns listade i Catalogue of Life.